# Loi Im Lan
Loi Im Lan (chinesisch 呂艷蘭, Pinyin Lǚ Yànlán; * 6. Februar 1998) ist eine Leichtathletin aus Macau, die sich auf den Sprint spezialisiert hat.

## Sportliche Laufbahn
Erste internationale Erfahrungen sammelte Loi Im Lan 2014 bei den Juniorenasienmeisterschaften in Taipeh, bei denen sie im 100-Meter-Lauf mit 13,16 s in der ersten Runde ausschied und mit der macauischen 4-mal-100-Meter-Staffel im Vorlauf disqualifiziert wurde. Anschließend nahm sie über 100 Meter an den Juniorenweltmeisterschaften in Eugene teil, schied aber auch dort mit 12,83 s in der Vorrunde aus. Zwei Jahre später nahm sie im 60-Meter-Lauf an den Hallenweltmeisterschaften in Portland teil und schied dort mit 7,83 s in der ersten Runde aus. Bei den Juniorenasienmeisterschaften in der Ho-Chi-Minh-Stadt belegte sie in 12,17 s den achten Platz und bei den U20-Weltmeisterschaften in Bydgoszcz schied sie mit 12,43 s im Vorlauf aus. 2017 schied sie bei den Asienmeisterschaften in Bhubaneswar mit 13,27 s in der ersten Runde über 100 Meter aus, wie auch bei den Weltmeisterschaften in London, bei denen sie dank einer Wildcard teilnehmen durfte und dort mit 12,00 s in der Vorrunde ausschied. Anfang September schied sie bei den Asian Indoor & Martial Arts Games in Aşgabat über 60 Meter mit 7,72 s in der ersten Runde aus. 2018 verbesserte sie bei den Hallenweltmeisterschaften in Birmingham ihren Landesrekord auf 7,69 s und schied damit in der Vorrunde aus. Ende August nahm sie erstmals an den Asienspielen in Jakarta teil und schied dort über 100 Meter mit 11,96 s in der ersten Runde aus, wie auch im 200-Meter-Lauf mit 24,73 s.
2019 nahm sie über 100 Meter an der Sommer-Universiade in Neapel teil und schied dort mit 12,12 s in der ersten Runde aus. Dank einer Wildcard durfte sie erneut an den Weltmeisterschaften in Doha teilnehmen, bei denen sie aber mit 12,10 s im Vorlauf ausschied. 2023 schied sie bei den Hallenasienmeisterschaften in Astana mit 7,45 s im Vorlauf über 60 Meter aus, wie auch bei den Freiluftmeisterschaften im Juli mit 11,85 s über 100 Meter. Im August schied sie bei den World University Games in Chengdu mit 11,70 s im Halbfinale über 100 Meter aus und anschließend verpasste sie bei den Asienspielen in Hangzhou mit 11,79 s und 25,03 s den Finaleinzug über 100 und 200 Meter. Im Jahr darauf kam sie bei den Hallenweltmeisterschaften in Glasgow mit 7,46 s nicht über den Vorlauf über 60 Meter hinaus.
2018 wurde Loi macauischer Meisterin im 100-Meter-Lauf.

## Persönliche Bestzeiten
- 100 Meter: 11,64 s (−1,0 m/s), 27. Mai 2023 in Neu-Taipeh (macauischer Rekord)
  - 60 Meter (Halle): 7,45 s, 10. Februar 2023 in Astana (macauischer Rekord)
- 200 Meter: 24,65 s (+0,7 m/s), 14. Mai 2023 in Guangzhou (macauischer Rekord)
  - 200 Meter (Halle): 24,47 s, 4. März 2017 in Macau (macauischer Rekord)
- 400 Meter: 57,23 s, 5. März 2017 in Macau (macauischer Rekord)